# William Julius Gascoigne
 (juillet 2018).
Si vous disposez d'ouvrages ou d'articles de référence ou si vous connaissez des sites web de qualité traitant du thème abordé ici, merci de compléter l'article en donnant les références utiles à sa vérifiabilité et en les liant à la section « Notes et références ».
Sir William Julius Gascoigne, né le 29 mai 1844 et mort le 9 septembre 1926, est un officier britannique. Il a atteint le grade de major-général et a été l'officier général commandant la Milice canadienne de 1895 à 1898.

## Annexe